# Cédric Roussel
Cédric Roussel (ur. 6 stycznia 1978 w Mons, zm. 24 czerwca 2023) – belgijski piłkarz występujący na pozycji napastnika.
Zmarł na zawał serca 24 czerwca 2023 w wieku 45 lat.

## Kariera klubowa
Roussel jako junior grał w drużynach FC Bray, RAA Louviéroise oraz Standard Liège. W 1994 roku wrócił do RAA Louviéroise i stał się zawodnikiem jego pierwszej drużyny, grającej w drugiej lidze. Jej barwy reprezentował do roku 1998. Następnie przeszedł do pierwszoligowego KAA Gent. W pierwszej lidze zadebiutował 22 sierpnia 1998 w wygranym 2:1 meczu z Lierse SK, w którym strzelił też gola. W Gent spędził cały sezon 1998/1999, a także początek następnego.
W październiku 1999 został wypożyczony do angielskiego Coventry City. W Premier League pierwszy mecz rozegrał 16 października 1999 przeciwko Newcastle United (4:1), zaś 22 listopada 1999 w wygranym 2:1 pojedynku z Aston Villą zdobył swojego premierowego gola w rozgrywkach Premier League. W styczniu 2000 został wykupiony przez Coventry za kwotę 1,2 miliona funtów.
W lutym 2001 Roussel odszedł do Wolverhampton z Division One. Na sezon 2002/2003 został wypożyczony do RAEC Mons. W tamtym sezonie zdobył 22 bramki i wraz z Wesley’iem Sonckiem został królem strzelców pierwszej ligi belgijskiej. W 2003 roku został zawodnikiem KRC Genk i spędził tam sezon 2003/2004.
Następnie przeszedł do rosyjskiego Rubinu Kazań. Występował tam do końca sezonu 2004, a potem odszedł na wypożyczenie do Standardu Liège, które trwało do 2006 roku. W sezonie 2005/2006 wraz ze Standardem wywalczył wicemistrzostwo Belgii. W kolejnych latach Roussel występował w SV Zulte Waregem, włoskiej Brescii, RAEC Mons oraz cypryjskim AEK Larnaka. Był też graczem amatorskich zespołów FC Couillet-La Louvière, HSV Hoek, RUS Beloeil, CS Entité Manageoise oraz RRC Waterloo. W 2014 roku zakończył karierę.

## Kariera reprezentacyjna
W 1997 roku Roussel jako członek kadry Belgii U-20 wziął udział w Młodzieżowych Mistrzostwach Świata. Zagrał na nich w 3 meczach, a Belgia odpadła z turnieju w 1/8 finału.
W seniorskiej reprezentacji Belgii rozegrał 2 spotkania. Zadebiutował w niej 12 lutego 2003 w wygranym 3:1 towarzyskim meczu z Algierią, a po raz w drużynie narodowej wystąpił 11 października 2003 w wygranym 2:0 pojedynku eliminacji do Mistrzostw Europy 2004 z Estonią.